# Zoquitipa, Guerrero
Zoquitipa är en ort i Mexiko.   Den ligger i kommunen Chilapa de Álvarez och delstaten Guerrero, i den södra delen av landet, 210 km söder om huvudstaden Mexico City. Zoquitipa ligger 1 509 meter över havet och antalet invånare är 995.
Terrängen runt Zoquitipa är kuperad. Runt Zoquitipa är det ganska glesbefolkat, med 39 invånare per kvadratkilometer. Närmaste större samhälle är Chilapa de Alvarez, 6,3 km norr om Zoquitipa. Omgivningarna runt Zoquitipa är en mosaik av jordbruksmark och naturlig växtlighet.